# (13682) Pressberger
(13682) Pressberger (1997 PG3) – planetoida z pasa głównego asteroid okrążająca Słońce w ciągu 5,68 lat w średniej odległości 3,18 j.a. Odkryta 10 sierpnia 1997 roku.